# Objat
Objat este o comună în departamentul Corrèze din centrul Franței. În 2009 avea o populație de 3.605 de locuitori.

## Evoluția populației
| An        | 1975  | 1982  | 1990  | 1999  | 2006  | 2009  |
| --------- | ----- | ----- | ----- | ----- | ----- | ----- |
| Populație | 3.077 | 3.211 | 3.163 | 3.372 | 3.400 | 3.605 |